# Ignác Veselý
Ignác Veselý (3. února 1885 Benešov – 16. ledna 1964 Benátky nad Jizerou) byl český římskokatolický kněz, teolog, arabista a překladatel působící značnou část života jako duchovní v Benátkách nad Jizerou. Zabýval se ekumenickými náboženskými teoriemi, ovládal arabštinu i hebrejštinu a v letech 1912 až 1915 zpracoval první český překlad Koránu.

## Život
Narodil se v Benešově ve středních Čechách. Vystudoval kněžský seminář a následně pak bohoslovectví na české části Karlo-Ferdinandovy univerzity. Roku 1908 byl vysvěcen na kněze, roku 1911 pak studijně promoval. Od roku 1913 působil jako děkan kostela Nových Benátkách (Benátky nad Jizerou). Zde byl rovněž členem městské rady. 
V pozdějších letech odešel působit do Staré Boleslavi, na stáří se však vrátil zpět do Benátek. Zemřel 16. ledna 1964 v Benátkách nad Jizerou ve věku 78 let.

## Dílo
Zabýval se především ekumenickými přesahy mezi křesťanstvím, islámem a judaismem. Rozsáhle se věnoval také překladatelské činnosti, jejímž vrcholem byl první překlad Koránu, hlavního náboženského textu islámu, do češtiny, zpracovaný v letech 1912 až 1915 a vydaný s Veselého komentářem. 
Přispíval také do několika odborných a regionálních periodik.

### Spisy
- Eschatologie koránu (1918)
- Mohamed a křesťanství (srovnávací studie, 1925–26)